# Distrito electoral de Midland (condado de Colfax, Nebraska)
Midland (en inglés: Midland Precinct) es un distrito electoral ubicado en el condado de Colfax en el estado estadounidense de Nebraska. En el Censo de 2010 tenía una población de 213 habitantes y una densidad poblacional de 2,28 personas por km².

## Geografía
Midland se encuentra ubicado en las coordenadas 41°36′47″N 97°4′47″O / 41.61306, -97.07972. Según la Oficina del Censo de los Estados Unidos, Midland tiene una superficie total de 93.52 km², de la cual 93.48 km² corresponden a tierra firme y (0.04%) 0.04 km² es agua.

## Demografía
Según el censo de 2010, había 213 personas residiendo en Midland. La densidad de población era de 2,28 hab./km². De los 213 habitantes, Midland estaba compuesto por el 99.53% blancos, el 0% eran afroamericanos, el 0% eran amerindios, el 0% eran asiáticos, el 0% eran isleños del Pacífico, el 0% eran de otras razas y el 0.47% pertenecían a dos o más razas. Del total de la población el 0.94% eran hispanos o latinos de cualquier raza.